# Fondamente
Fondamente é uma comuna francesa na região administrativa de Occitânia, no departamento de Aveyron. Estende-se por uma área de 50,58 km². Em 2010 a comuna tinha 340 habitantes (densidade: 6,7 hab./km²).